# Rita Payés

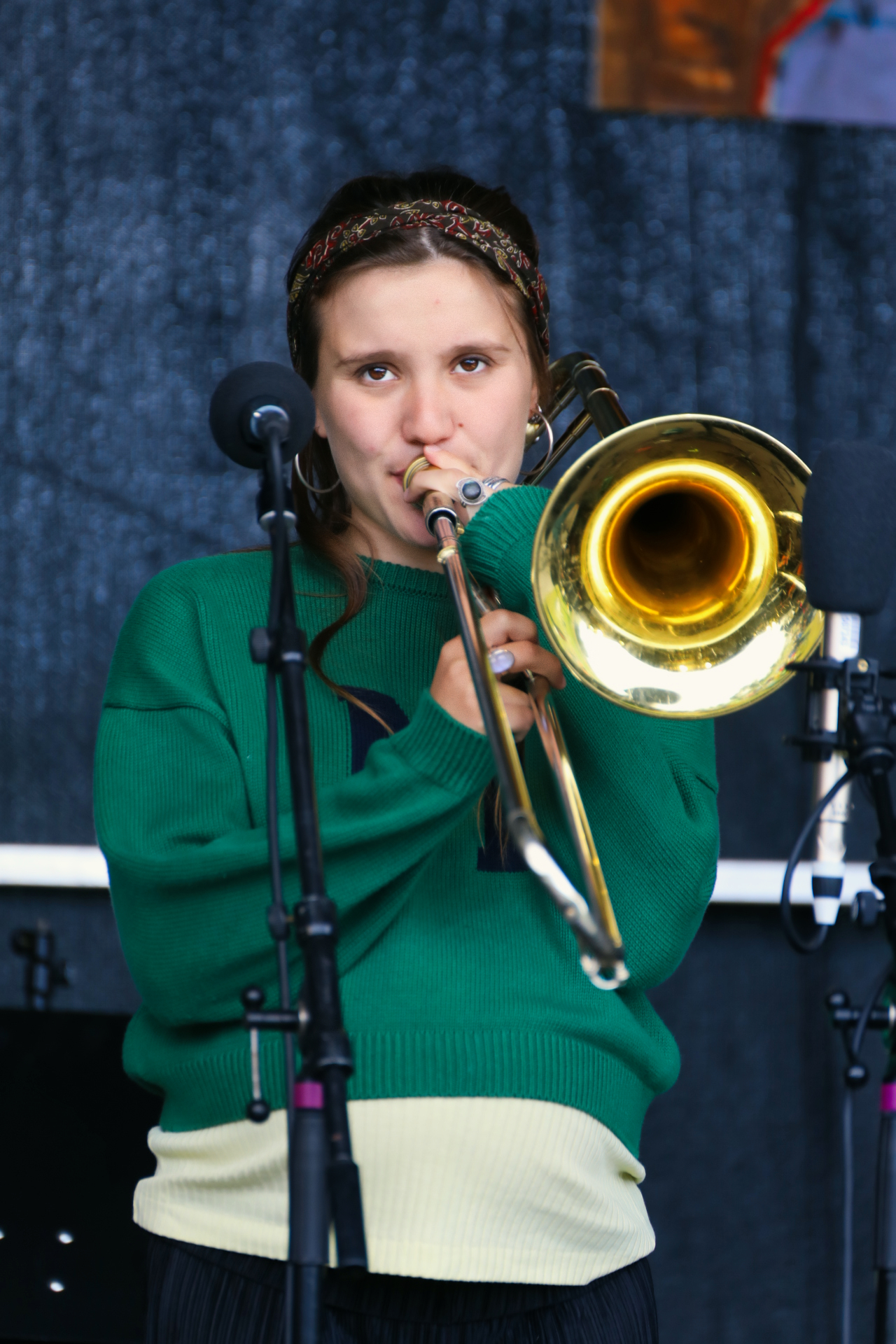
Rita Payés (2021)

Rita Payés Roma (* 26. September 1999 in Vilassar de Mar) ist eine spanische Jazzmusikerin (Posaune, Gesang, auch Gitarre, Komposition)

## Leben und Wirken
Payés wuchs in einer katalanischen Musikerfamilie auf; in der Schule lernte sie zunächst Klavier, seit ihrem neunten Lebensjahr Posaune. Von 2013 bis 2018 spielte sie in der Sant Andreu Jazz Band unter Leitung von Joan Chamorro, zeitweise gemeinsam mit Andrea Motis, Magalí Datzira und Eva Fernández. Dort begann sie auch zu singen. Chamorro beteiligte sie seit 2014 an mehreren Alben. Mit 16 Jahren veröffentlichte sie mit Chamorro ihr Debütalbum Joan Chamorro Presents Rita Payés, an dem auch Gäste wie Scott Hamilton, Dick Oatts, Scott Robinson, Toni Belenguer und Jo Krause beteiligt waren. Ihr Album Lua Amarela und Alben mit Toni Vaquer und dem Voodoo Children Collective sowie der Martín Leiton Big Band schlossen sich an. In der Folge trat sie auf Festivals in Spanien, Frankreich, der Schweiz, Italien, Marokko, Schweden, Griechenland und anderen Ländern auf und nahm die 2019 unter eigenem Namen veröffentlichten Alben My Ideal und In New York auf.
Gemeinsam mit ihrer Mutter, der klassischen Gitarristin Elisabeth Roma (teils auch mit ihren Brüdern Eudald Payés, Trompete, und Pere Payés, Gitarre), spielte Payés zudem die Alben Imagina und Como la piel ein, deren Repertoire die beiden 2021 bei JazzBaltica in Timmendorfer Strand in einem nach Kritikerin Angela Ballhorn beeindruckenden Konzert präsentierten.  Im selben Jahr traten sie weiterhin auf dem INNtöne Jazzfestival auf; das Konzert wurde später vom ORF gesendet. Das Album Como la piel wurde vom amerikanischen Sender NPR in dessen Liste der besten lateinamerikanischen Musikveröffentlichungen 2021 aufgenommen.
Anlässlich der Verleihung des Filmpreises Goya im Radiotelevisión Española 2022 sang Payés gemeinsam mit dem spanischen Sänger C. Tangana dessen Bolero Te venero und erhielt dafür sehr gute Kritiken.
Im selben Jahr spielte Payés mit der WDR Big Band unter dem Titel The Spanish Trombone zwei Konzerte in Köln.

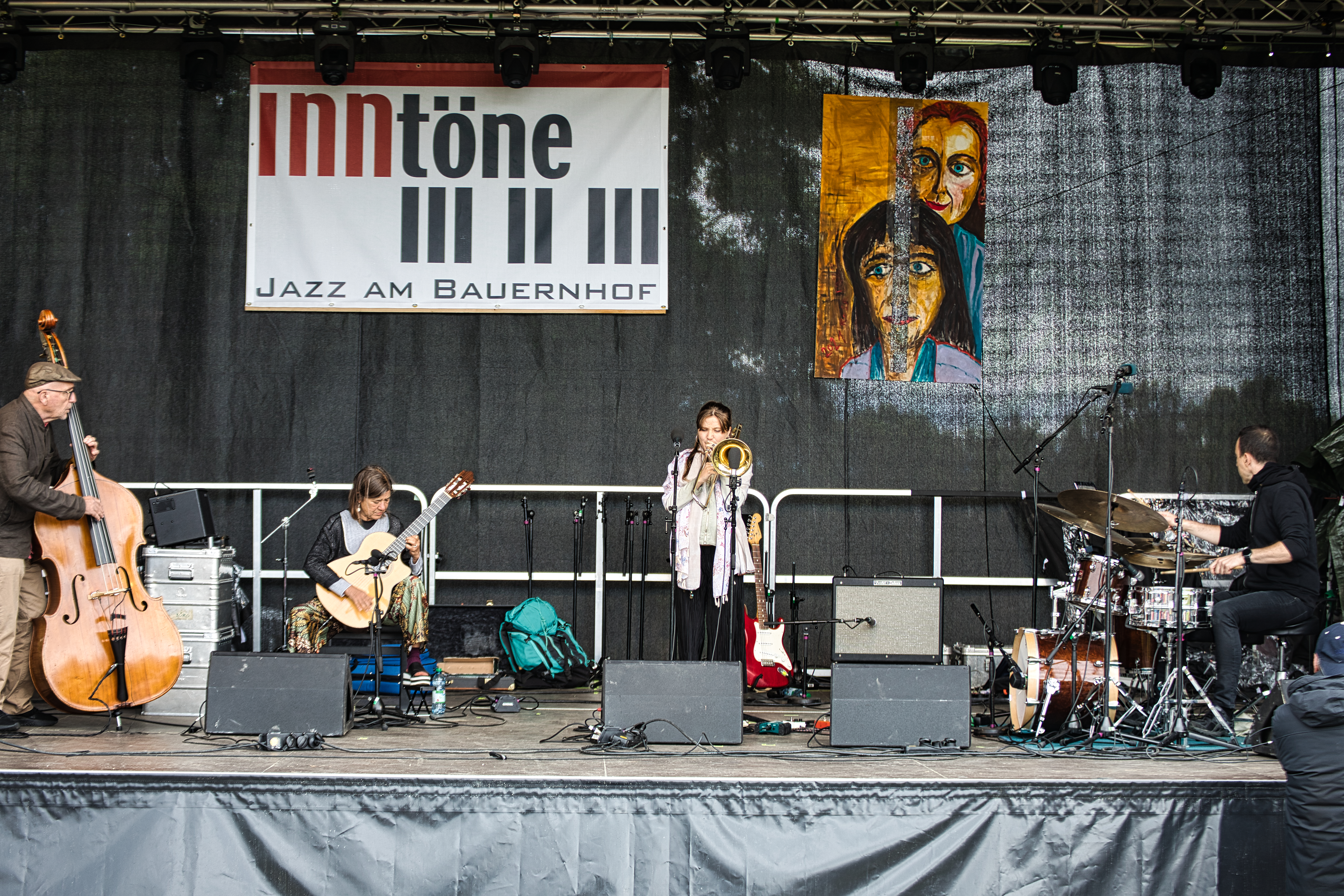
Mit Elisabeth Roma, Horacio Fumero (Kontrabass) und Nicolas Correa (Schlagzeug) auf dem INNtöne Jazzfestival 2021

## Preise und Auszeichnungen
2021 erhielt Payés von der Acadèmia Catalana de la Música (Barcelona) den Alícia-Preis als aufsteigendes Talent.

## Diskografie (Auswahl)
Alben
- 2014: Joan Chamorro presenta La Màgica de la Veu (Jazz to Jazz)
- 2015: Joan Chamorro presenta Rita Payés (Jazz to Jazz)
- 2016: Joan Chamorro & Rita Payés: Lua Amarela (Jazz to Jazz)
- 2017: Toni Vaquer and the Voodoo Children Collective Volume 1 (2017; Fresh Sound Records)
- 2019: Ramiro Pinheiro: Sentido (Fresh Sound Records)[11]
- 2019: My Ideal (Venus Records, mit Scott Hamilton, Massimo Faraò, Nicola Barbon, Roberto „Bobo“ Facchinetti)
- 2019: In New York (Venus Records, mit Jerry Weldon, Massimo Faraò, Nicola Barbon, Louis Hayes sowie Jimmy Cobb)
- 2019: Rita Payés & Elisabeth Roma Imagina
- 2021: Rita Payés, Elisabeth Roma: Como la piel
- 2024: De camino al camino

Singles
- 2019: Algo contigo (mit Elisabeth Roma, ES: Gold)[12]
- 2021: La gent que estimo (mit Oques Grasses, ES: Platin)